# Aldan (flod)
Aldan (russisk: Алдан, tr. Aldan; jakutisk: Алдан, tr. Aldan; det jakutiske ord Алдан betyder "guldholdig") er den næstlængste biflod til Lena i Republikken Sakha i Rusland. Floden er 2.273 km lang, hvoraf omkring 1.600 km op til Tommot er sejlbar.
Aldan udspringer i Stanovojbjergene, sydvest for Nerjungri og løber derefter mod nordøst forbi Aldan og gennem Tommot, Ust-Maja, Eldikan og Khandyga, før den drejer mod nordvest og munder ud i Lena omkring 150 km nord for Jakutsk.
Aldans største bifloder er Amga, Utjur og Maja. Afvandingsområdet er kendt for forekomster af guld og kambriske fossiler.